# Brossainc
Brossainc est une commune française, située dans le département de l'Ardèche en région Auvergne-Rhône-Alpes.
Les habitants sont appelés les Brossaincais ou les Brossinois.

## Géographie

### Situation et description

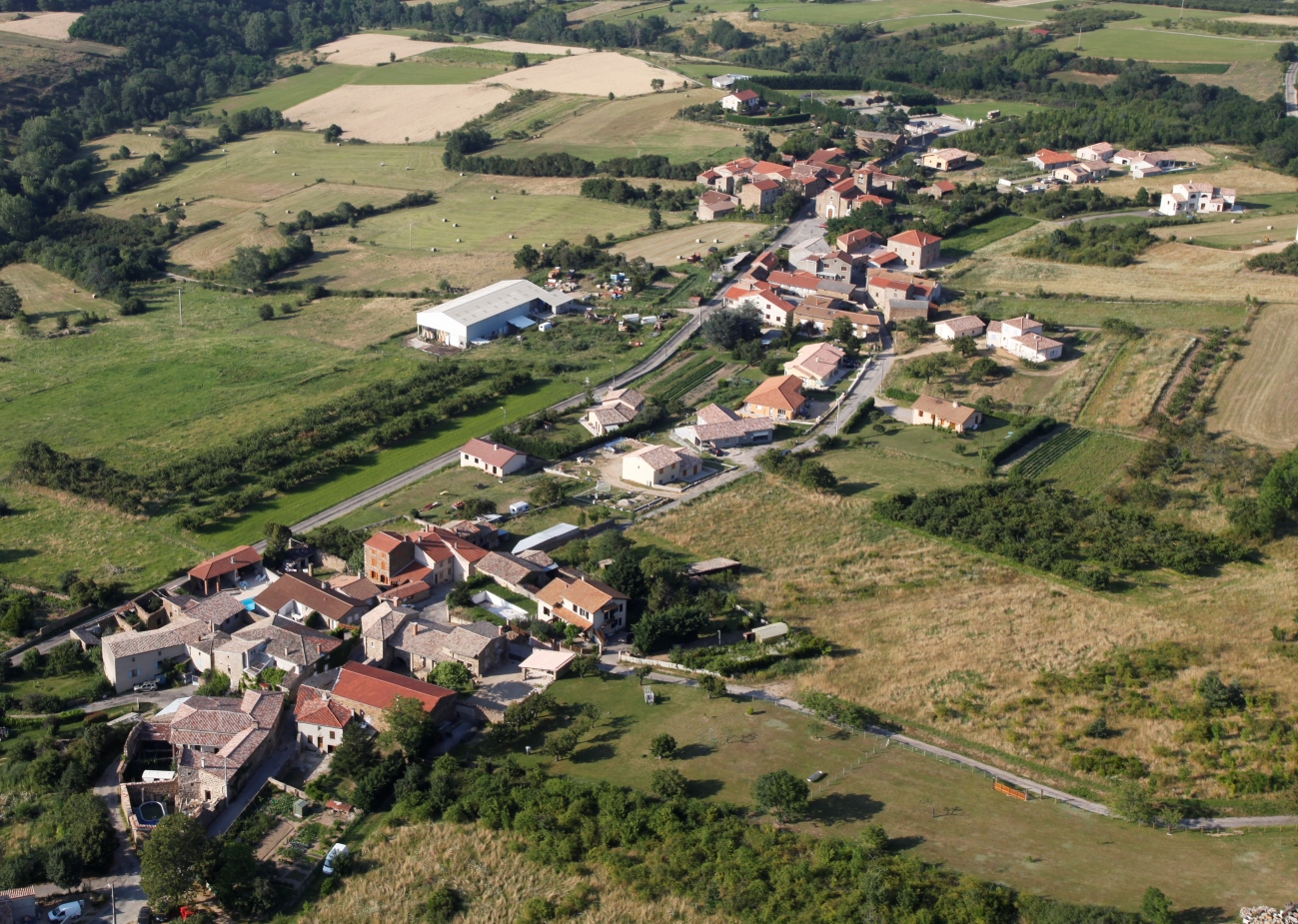
Une commune composée d'une suite de hameaux.

Elle étend ses 4 km2 au nord-ouest d'une crête qui la sépare de Vinzieux. Son territoire s'allonge dans une direction allant du sud-ouest au nord-est, parallèlement à la commune de Saint-Jacques-d'Atticieux qui lui fait face sur la crête suivante. Les deux communes étaient d'ailleurs réunies en 1790 sous le nom de Saint-Jacques de Broussenc. Elles se partagent maintenant la plaine, de part et d'autre du ruisseau qui leur sert de limite. Du côté de Brossainc, l'habitat s'est réparti en une succession de hameaux, installés à la limite des reliefs boisés et de l'espace cultivable.

### Climat
Pour des articles plus généraux, voir Climat d'Auvergne-Rhône-Alpes et Climat de l'Ardèche.
En 2010, le climat de la commune est de type climat des marges montargnardes, selon une étude du CNRS s'appuyant sur une série de données couvrant la période 1971-2000. En 2020, Météo-France publie une typologie des climats de la France métropolitaine dans laquelle la commune est dans une zone de transition entre le climat de montagne et le climat méditerranéen et est dans la région climatique Sud-est du Massif Central, caractérisée par une pluviométrie annuelle de 1 000 à 1 500 mm, minimale en été, maximale en automne.
Pour la période 1971-2000, la température annuelle moyenne est de 10,8 °C, avec une amplitude thermique annuelle de 17,2 °C. Le cumul annuel moyen de précipitations est de 863 mm, avec 8,4 jours de précipitations en janvier et 6,3 jours en juillet. Pour la période 1991-2020, la température moyenne annuelle observée sur la station météorologique de Météo-France la plus proche, « Peaugres Rad », sur la commune de Peaugres à 6 km à vol d'oiseau, est de 12,3 °C et le cumul annuel moyen de précipitations est de 752,5 mm,. Pour l'avenir, les paramètres climatiques de la commune estimés pour 2050 selon différents scénarios d'émission de gaz à effet de serre sont consultables sur un site dédié publié par Météo-France en novembre 2022.

## Urbanisme

### Typologie
Au 1er janvier 2024, Brossainc est catégorisée commune rurale à habitat dispersé, selon la nouvelle grille communale de densité à sept niveaux définie par l'Insee en 2022.
Elle est située hors unité urbaine. Par ailleurs la commune fait partie de l'aire d'attraction d'Annonay, dont elle est une commune de la couronne,. Cette aire, qui regroupe 37 communes, est catégorisée dans les aires de 50 000 à moins de 200 000 habitants,.

### Occupation des sols
L'occupation des sols de la commune, telle qu'elle ressort de la base de données européenne d’occupation biophysique des sols Corine Land Cover (CLC), est marquée par l'importance des forêts et milieux semi-naturels (50,5 % en 2018), une proportion sensiblement équivalente à celle de 1990 (50,8 %). La répartition détaillée en 2018 est la suivante : 
forêts (50,4 %), prairies (40,6 %), zones urbanisées (6,6 %), zones agricoles hétérogènes (2,4 %).
L'évolution de l’occupation des sols de la commune et de ses infrastructures peut être observée sur les différentes représentations cartographiques du territoire : la carte de Cassini (XVIIIe siècle), la carte d'état-major (1820-1866) et les cartes ou photos aériennes de l'IGN pour la période actuelle (1950 à aujourd'hui).

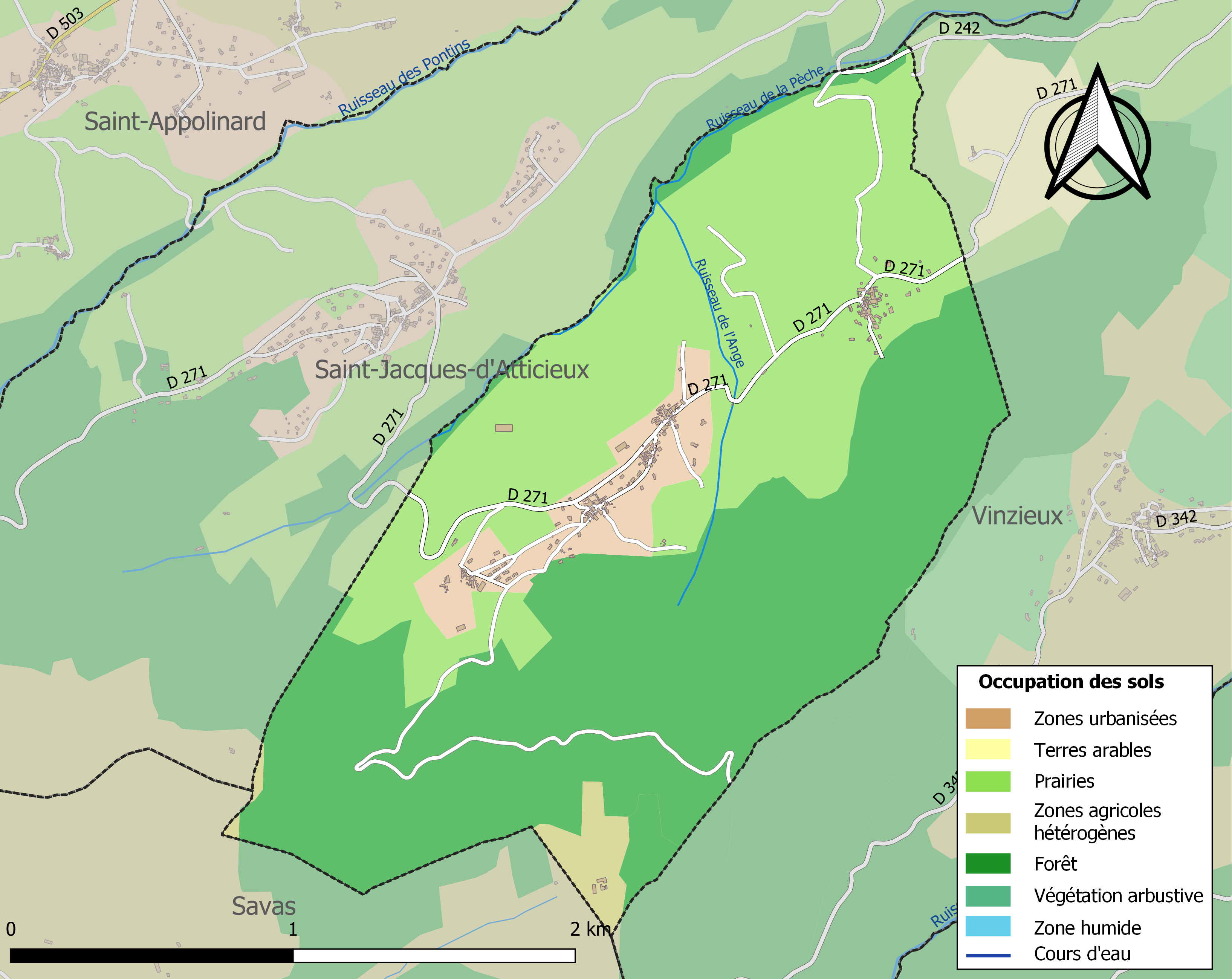
Carte des infrastructures et de l'occupation des sols de la commune en 2018 (CLC).
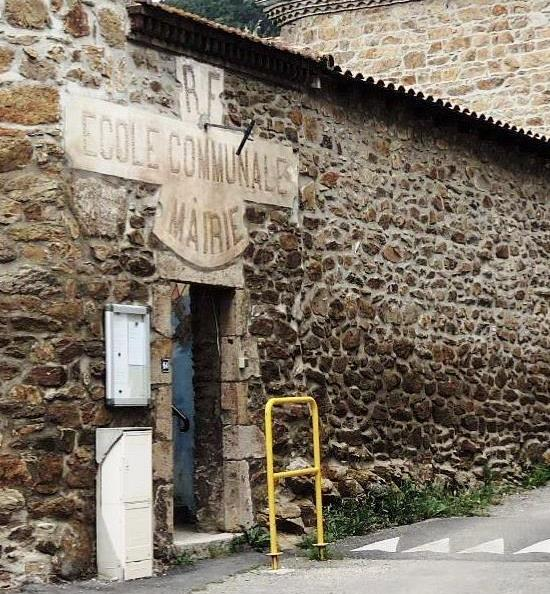
Entrée de l'école.

## Toponymie
Broussenc, en 1790, de l’occitan brossa (bruyère) dérivé du gaulois brucos (désignant la même plante) avec un suffixe d’appartenance : -enc.

## Politique et administration

### Liste des maires
| Période                                  | Période                       | Identité          | Étiquette | Qualité     |
| ---------------------------------------- | ----------------------------- | ----------------- | --------- | ----------- |
| Les données manquantes sont à compléter. |                               |                   |           |             |
|                                          | mars 1971                     | Samuel Cellard    |           |             |
| mars 1971                                | mars 1977                     | Albert Cotte      |           |             |
| mars 1977                                | 1986 (démission)              | Paul Magnard      |           | Retraité    |
| 1986                                     | juin 1995                     | Jean Cellard      |           | Ouvrier     |
| juin 1995                                | mai 2020                      | Jean-Luc Fanget   |           | Employé PTT |
| mai 2020                                 | En cours (au 2 décembre 2020) | Christian Massola | LREM      | Retraité    |

## Population et société

### Démographie
L'évolution du nombre d'habitants est connue à travers les recensements de la population effectués dans la commune depuis 1793. Pour les communes de moins de 10 000 habitants, une enquête de recensement portant sur toute la population est réalisée tous les cinq ans, les populations de référence des années intermédiaires étant quant à elles estimées par interpolation ou extrapolation. Pour la commune, le premier recensement exhaustif entrant dans le cadre du nouveau dispositif a été réalisé en 2005.

En 2022, la commune comptait 261 habitants, en évolution de −4,74 % par rapport à 2016 (Ardèche : +2,48 %, France hors Mayotte : +2,11 %).
| 1793 | 1800 | 1806 | 1821 | 1831 | 1836 | 1841 | 1846 | 1851 |
| ---- | ---- | ---- | ---- | ---- | ---- | ---- | ---- | ---- |
| 380  | 373  | 365  | 338  | 324  | 332  | 359  | 357  | 359  |

| 1856 | 1861 | 1866 | 1872 | 1876 | 1881 | 1886 | 1891 | 1896 |
| ---- | ---- | ---- | ---- | ---- | ---- | ---- | ---- | ---- |
| 356  | 351  | 355  | 336  | 359  | 333  | 330  | 300  | 279  |

| 1901 | 1906 | 1911 | 1921 | 1926 | 1931 | 1936 | 1946 | 1954 |
| ---- | ---- | ---- | ---- | ---- | ---- | ---- | ---- | ---- |
| 262  | 258  | 258  | 218  | 214  | 211  | 199  | 200  | 184  |

| 1962 | 1968 | 1975 | 1982 | 1990 | 1999 | 2005 | 2006 | 2010 |
| ---- | ---- | ---- | ---- | ---- | ---- | ---- | ---- | ---- |
| 180  | 166  | 143  | 135  | 142  | 165  | 173  | 172  | 217  |

| 2015 | 2020 | 2022 | - | - | - | - | - | - |
| ---- | ---- | ---- | - | - | - | - | - | - |
| 264  | 250  | 261  | - | - | - | - | - | - |

### Enseignement

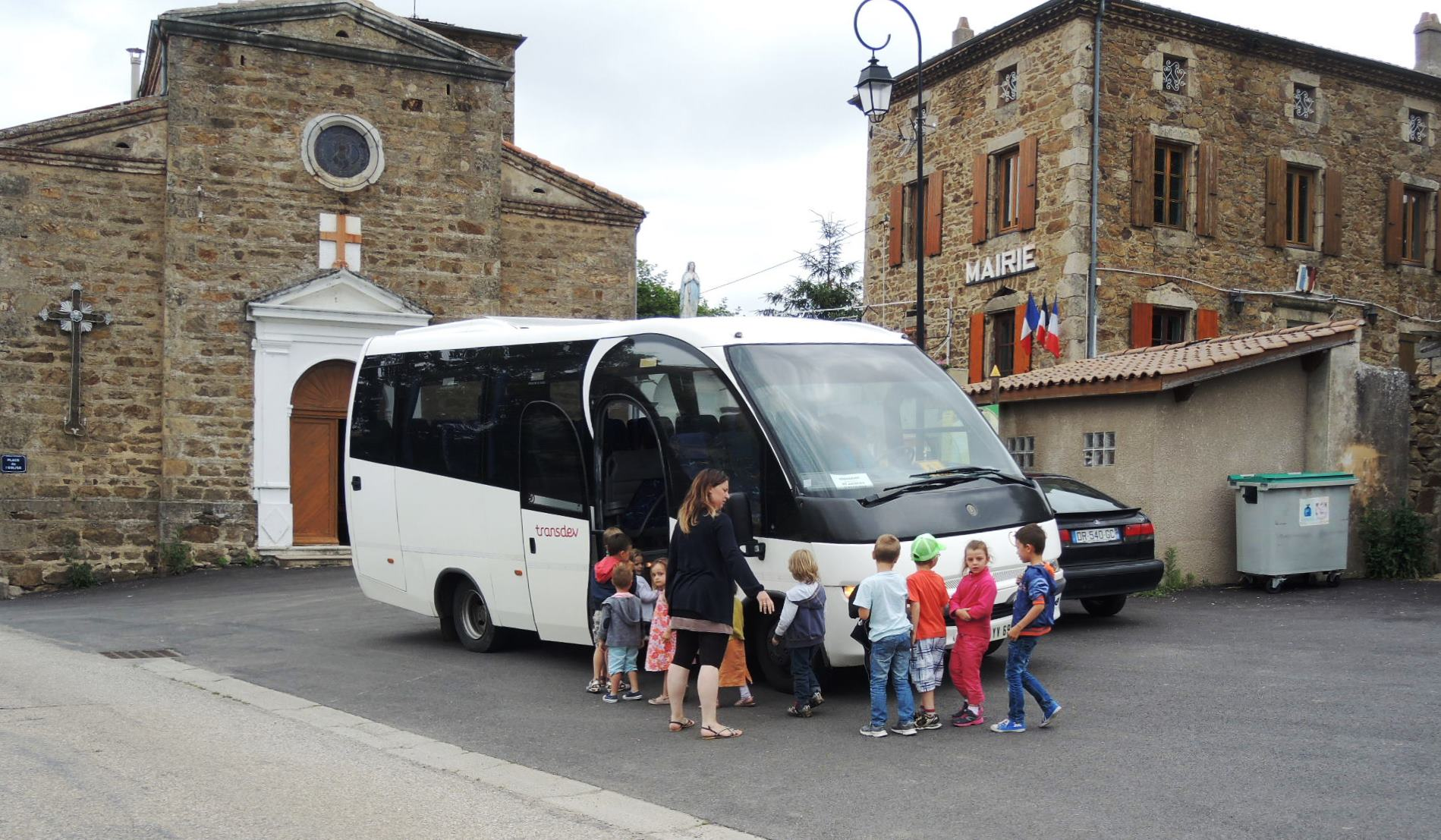
Les déplacements bi-quotidiens du car scolaire, entre Brossainc et Saint-Jacques.

La commune est rattachée de l'académie de Grenoble. En 1997, la présence d'une école à Brossainc a été sauvée par un « regroupement pédagogique » avec Saint-Jacques-d'Atticieux. Rattachée à l'académie de Grenoble, ces deux communes se sont partagé les élèves : les plus jeunes à Saint-Jacques, avec deux classes, les plus âgés à Brossainc. Un car fait la navette matin et soir entre les deux communes, et à midi aussi pour la cantine qui a été créée à Brossainc. En 2015 la classe de Brossainc a rassemblé quatorze élèves en CE2, CM1 et CM2. Des sorties sont organisées régulièrement à la piscine d'Annonay, de temps en temps avec les classes de Saint-Jacques, avec l'aide d'une amicale laïque commune.

### Médias
La commune est située dans l'aire de distribution de deux organes de presse régionaux :
- L'Hebdo de l'Ardèche est un journal hebdomadaire français basé à Valence. Il couvre l'actualité de tout le département de l'Ardèche.
- Le Dauphiné libéré est un journal quotidien de la presse écrite française régionale distribué dans la plupart des départements de l'ancienne région Rhône-Alpes, notamment l'Ardèche. La commune est située dans la zone d'édition d'Annonay.

### Vie collective

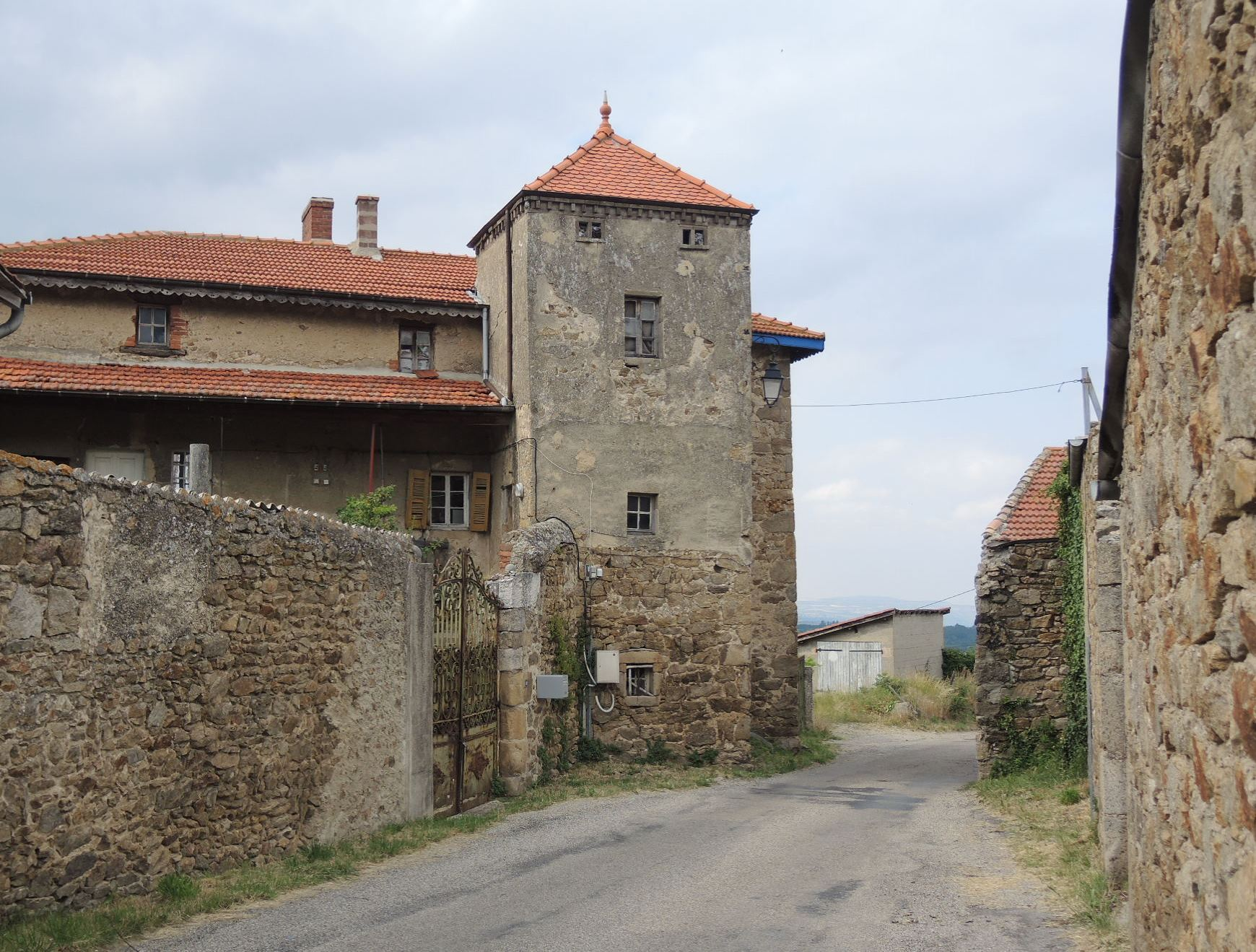
En bord de route, la tour du hameau de Mantelin.

Les nouveaux habitants s'intègrent généralement bien aux familles plus anciennes. Certains ont aussi intégré le conseil municipal.
Trois associations se sont formées à Brossainc : anciens, chasseurs et bibliothèque.
Les chasseurs, au nombre d'une vingtaine, chassent surtout le chevreuil et le sanglier, en battue. Le petit gibier (lapins, lièvres, perdrix…) est devenu plus rare. Une membre féminine de l'équipe pratique aussi la chasse à l'arc.
Au hameau de Mantelin, depuis les années 2000, les habitants ont pris l'habitude de se rassembler une fois par an pour une fête collective.

### Cultes
L'église (propriété de la commune) et la communauté catholique de Brossainc dépendent de la paroisse Sainte Croix du Rhône, elle-même rattachée au diocèse de Viviers.

## Économie

### Des agriculteurs regroupés

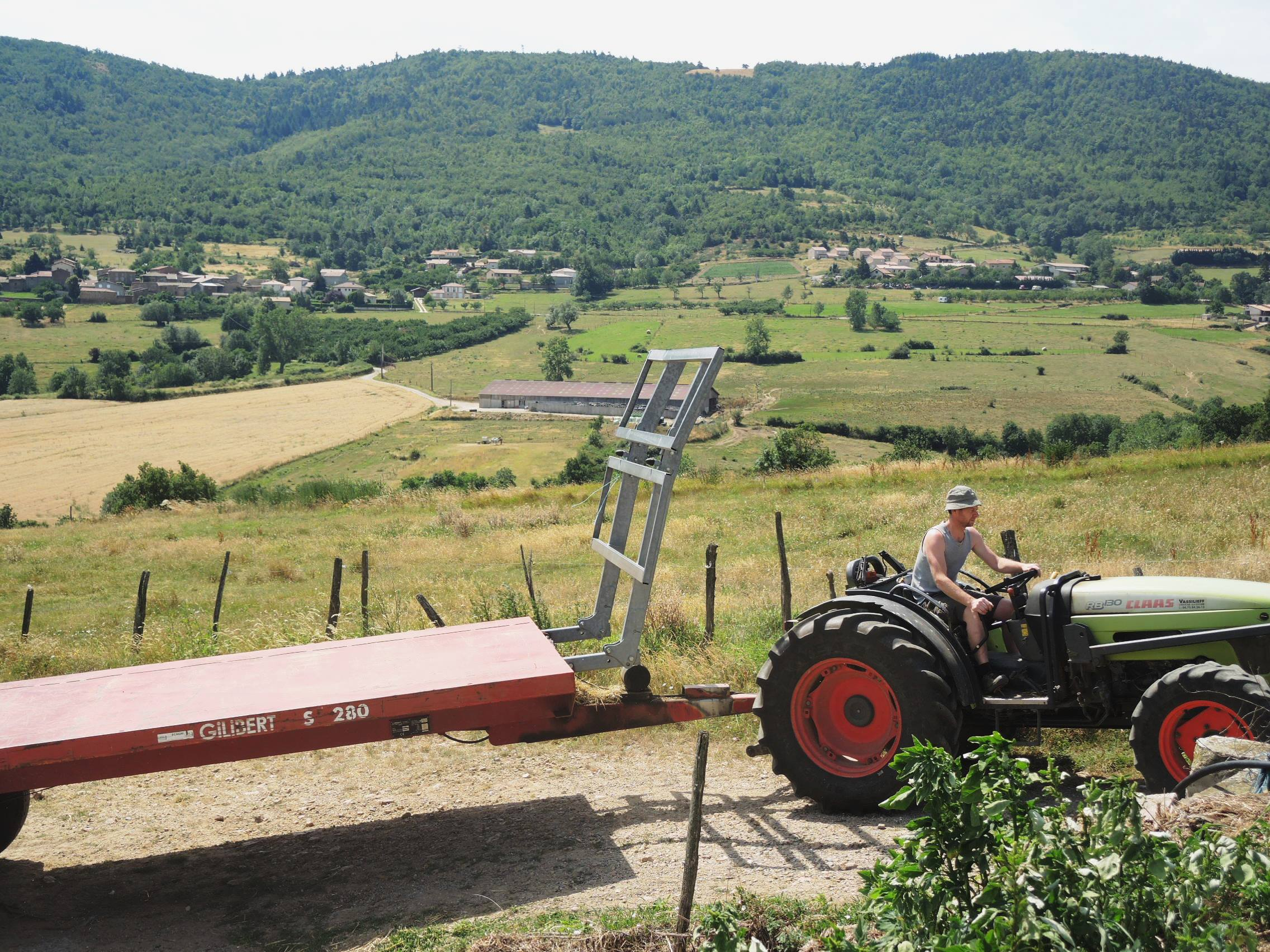
Des regroupements d'exploitations ont été nécessaires.

Sur la commune, on trouve encore quelques petites exploitations de retraités ou de doubles actifs. Mais pour tenir dans l'avenir, l'agrandissement des exploitations a été nécessaire pour limiter les coûts. L'exploitation principale est un GAEC (groupement agricole d’exploitation en commun). Il s'est formé en 2007 par le regroupement de deux exploitations qui se faisaient face, à Brossainc et à Saint-Jacques. Le regroupement a été facilité par la parenté des deux agriculteurs qui travaillaient déjà ensemble. Un nouveau bâtiment a été construit dans la plaine, au milieu des terrains qui sont maintenant réunis. L'étable accueille en 2015 une centaine de vaches laitières et une cinquantaine de génisses. Les prés fournissent l'essentiel de la nourriture, en foin ou en ensilage. La ferme produit aussi des cerises tardives, qui en principe, réussissent assez bien à une certaine altitude. Mais leur rentabilité reste aléatoire. La vigne a disparu des paysages. L'embroussaillement gagne certains prés, quand leurs propriétaires cessent de les entretenir.

## Culture locale et patrimoine

### Lieux et monuments
- Église Saint-Abdon de Brossainc de style roman.